# Nicotine (software)
Nicotine is een computerprogramma waarmee bestanden gedeeld kunnen worden via het Soulseek P2P-netwerk. Het is geschreven in de programmeertaal Python en maakt gebruik van PyGTK-2. Het is de herschreven versie van PySoulSeek.
Nicotine kan gebruikt worden om te uploaden, downloaden, zoeken naar bestanden en chatten met andere Soulseek-gebruikers. Ook kan men zoals in de originele Soulseek een gebruikerslijst maken.
Nicotine is vrijgegeven onder de GPL.

## Einde ontwikkeling
Nicotine zelf wordt sinds januari 2005 niet meer ontwikkeld. De maker met de naam Hyriand is aan een nieuwe Soulseek-client beginnen te werken, met de naam Museek.
Nicotine+ is een fork van de originele Nicotine en was tot 2010 in ontwikkeling. In bijvoorbeeld Ubuntu is deze fork aanwezig in de repositories onder de naam Nicotine en dus niet de originele Nicotine, omdat deze niet meer verder wordt ontwikkeld.